# Соуза Лемос, Эгиналдо де
Эгина́лдо де Со́уза Ле́мос (порт.-браз. Eguinaldo de Sousa Lemos; род. 9 августа 2004, Монсан, Мараньян) — бразильский футболист, полузащитник донецкого «Шахтёра». Один из самых быстрых игроков в мировом футболе, в октябре 2022 года показал максимальную скорость 37,5 км/ч в поединке бразильской Серии B против «Гремио Новуризонтино».

## Клубная карьера
Эгиналдо — воспитанник клубов «Арцул» и «Васко да Гама». 20 июля 2022 года в матче против «Итуано» он дебютировал в бразильской Серии B в составе последнего. 29 июля в поединке против КРБ игрок забил свой первый гол за «Васко да Гама». По итогам сезона Эгиналдо помог клубу выйти в элиту. 7 мая 2023 года в матче против «Флуминенсе» он дебютировал в бразильской Серии A. 
Летом того же года Эгиналдо перешёл в донецкий «Шахтёр». Сумма трансфера составила 3,5 млн. евро.

## Достижения
«Шахтёр» (Донецк)
- Чемпион Украины: 2023/24
- Бронзовый призёр чемпионата Украины: 2024/25
- Обладатель Кубка Украины (2): 2023/24, 2024/25